# Torneio de xadrez de Dallas de 1957
O Torneio de xadrez de Dallas de 1957 foi disputado de 30 de novembro a 16 de dezembro no Hotel Adolphus, até então o maior edifício do Texas. O evento principal teve oito participantes de sete países diferentes. David Bronstein não conseguiu o visto para participar, e Pal Benko derrotou Ken Smith em um match durante a competição. O tempo de reflexão foi de 40 movimentos em duas horas, seguido de 20 movimentos em uma hora.

## Tabela de resultados[2]
| #  | Jogador               | 1  | 2  | 3  | 4  | 5  | 6  | 7  | 8  | Total |
| -- | --------------------- | -- | -- | -- | -- | -- | -- | -- | -- | ----- |
| 1. | YUG Svetozar Gligorić | ** | ½½ | 0½ | 1½ | 1½ | 1½ | ½½ | ½1 | 8.5   |
| 2. | USA Samuel Reshevsky  | ½½ | ** | ½½ | ½½ | 0½ | 01 | 11 | 11 | 8.5   |
| 3  | HUN László Szabó      | 1½ | ½½ | ** | ½½ | ½½ | 0½ | ½½ | ½1 | 7.5   |
| 4  | DEN Bent Larsen       | 0½ | ½½ | ½½ | ** | ½1 | 01 | 01 | 1½ | 7.5   |
| 5  | CAN Daniel Yanofsky   | 0½ | 1½ | ½½ | ½0 | ** | 01 | ½½ | ½1 | 7.0   |
| 6  | ISL Friðrik Ólafsson  | 0½ | 10 | 1½ | 10 | 10 | ** | ½½ | ½0 | 6.5   |
| 7  | ARG Miguel Najdorf    | ½½ | 00 | ½½ | 10 | ½½ | ½½ | ** | ½0 | 5.5   |
| 8  | USA Larry Evans       | ½0 | 00 | ½0 | 0½ | ½0 | ½1 | ½1 | ** | 5.0   |